# Propinační právo
Propinační právo (jus educilli), neboli výčepní právo, bývalo výhradní právo (královský regál) „v jistém určitém okršlku pivo vařiti a kořalku páliti i oboje prodávati“. Spojeno s ním bylo i oprávnění vybírat poplatky za dovoz cizího piva a jiných alkoholických nápojů. Šlo tedy o monopol prodeje, naopak odlišnými od něj byly tzv. nápojové závazky vyplývající z donucovacích práv (jura bannaria), které někoho nutily odebírat pivo, víno či lihové nápoje od určitého subjektu, např. jen z panského výčepu.
V českých zemích šlo především o výčepní právo k pivu, které jako zvláštní výsadu získávala od panovníka nejdříve královská města, později i šlechta. Mezi šlechtou a městy ale vznikl o výkon tohoto práva spor, který byl urovnán až Svatováclavskou smlouvou roku 1517. Ta ustanovila, že toto právo patří všem třem stavům (pánům, rytířům i královským městům) a že na území královských měst bude zachován jejich monopol. Ve městech bylo pivo vařeno především po jednotlivých domech, pivovary byly zakládány ve větší míře až šlechtou od 16. století, a bylo vařeno buď společně, nebo je vařil jeden měšťan po druhém. Tento druhý způsob byl však zakázán dekretem z roku 1786, protože „měšťané většinou jeden u druhého se svými rodinami a domácími lidmi pili a tím svých živností zanedbávali“.
Monopol propinačního práva byl narušen až roku 1848, kdy už mohl za finanční náhradu zřídit pivovar kdokoli, a definitivně byl zrušen zemskými zákony k roku 1869. Opět ale za náhradu skládanou do zemské pokladny, např. v Čechách šlo o 5 000 zlatých za zřízení pivovaru, z které byl financován tzv. propinační fond, jenž poté sloužil k náhradám ztrát dosavadních držitelů monopolu propinačního práva. I poté se však výčepní právo jako monopol udrželo ještě nějakou dobu např. v Haliči, na Bukovině nebo v ruském Polsku.